# Доменіко ді Бартоло
Доме́ніко ді Ба́ртоло (італ. Domenico di Bartolo; бл. 1400, Ашано — 1447, Сієна) — італійський живописець.

## Біографія

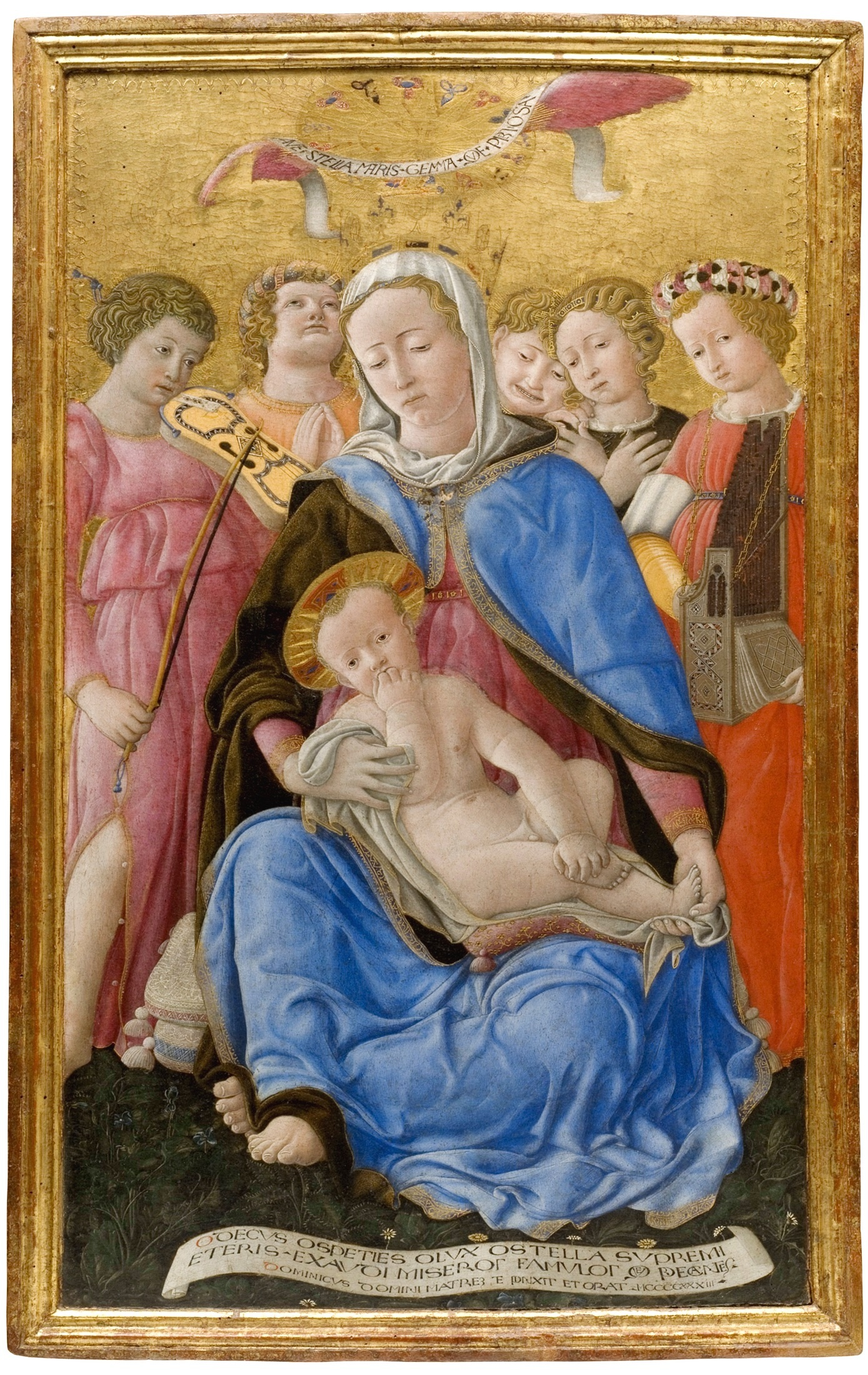
«Мадонна смирення», 1433, Національна пінакотека, Сієна

Народився в Ашано. Навчався живопису у Сієні у Таддео ді Бартоло, причому настільки засвоїв його техніку і манеру, що деякі з його робіт довгий час приписували його учителю. За свідченням Джорджо Вазарі (яке не підтверджене іншими джерелами) він провів деякий час у Флоренції, де брав участь у розписі вівтаря церкви Санта-Марія-дель-Карміне, який не зберігся.
Пензлю Доменіко ді Бартоло належить один з найдосконаліших і проникливих образів раннього Відродження — «Мадонна смирення» (1433), написана у традиціях флорентійської школи. Картина підписана і датована майстром власноруч. У подальших роботах художник відійшов від цієї традиції, в його роботах з'явились риси марноти, образи набули карикатурного характеру. Яскравим прикладом манери цього періоду є фрески, виконані ним в середині 1440-х років для сієнського шпиталю Санта-Марія-делла-Скала.
Художник помер у Сієні у 1447 році.